# ドランクドラゴンのオールナイトニッポンR
ドランクドラゴンのオールナイトニッポンR（どらんくどらごんのおーるないとにっぽんあーる）とはニッポン放送の人気深夜放送オールナイトニッポンRで放送されていたラジオ番組。パーソナリティはドランクドラゴン（塚地武雅、鈴木拓）。

## 放送時間
- 初回は芸人魂〜dead or alive〜内（2004年11月19日金曜日）での放送
- 2006年2月3日金曜日27:00-29:00（2008年2月16日は1部）で日本アカデミー賞スペシャルとして放送。

毎月第1土曜日 27:00-29:00（日曜3:00-5:00）
1. 2007年4月7日
2. 2007年5月5日
3. 2007年6月2日
4. 2007年7月28日
5. 2007年8月5日
6. 2007年9月1日
7. 2007年10月6日
8. 2007年11月3日
9. 2007年12月1日
10. 2008年1月5日
11. 2008年2月2日
12. 2008年3月1日
13. 2008年4月5日
14. 2008年5月3日
15. 2008年6月7日
16. 2008年7月5日
17. 2008年8月2日
18. 2008年9月6日
19. 2008年10月4日
20. 2008年11月1日
21. 2008年12月6日（最終回）

※2007年7月7日に特別番組Live Earthで休みだったため、2007年7月28日に代替放送を行い。翌週8月5日に富士急ハイランドでの公開収録（2007年8月3日収録）の模様を放送した(内容は2週連続で27時間テレビ裏話)。
ニッポン放送の携帯サイトのコンテンツ「オールナイトニッポンモバイル」でも新録音の「ドランクドラゴンのオールナイトニッポンモバイル」が配信されている。
2009年10月5日は本来のパーソナリティである城田優がインフルエンザのため、城田優のオールナイトニッポンの代役として急遽放送(月曜25:00 - 27:00)

## ネット局
※全国21局ネットで放送
- 27:00 - 29:00

STVラジオ ・ 茨城放送 ・ 栃木放送 ・ KBS京都 ・ 九州朝日放送
- 27:00 - 28:30

ニッポン放送
- 27:00 - 28:00

IBC岩手放送 ・ 山形放送 ・ 山梨放送 ・ 信越放送 ・ 福井放送 ・ 中部日本放送 ・ 和歌山放送 ・ 山口放送 ・ 西日本放送 ・ 南海放送 ・ 四国放送 ・ 高知放送 ・ 長崎放送 ・ 熊本放送 ・ 南日本放送

## 出来事
2007年8月5日
- 富士急ハイランドでの公開録音の模様を放送。

2008年7月5日
- 初代ディレクター木村が卒業し、新ディレクターに就任。

2008年9月6日
- ゲストに悲愴感メンバーが登場。しかしニッポン放送では、サッカーアジアカップ関連の番組のため放送されなかった。

2008年11月1日
- 『拓相談』のコーナーに、アポなしで鈴木の母親が電話出演。ダメな息子についてと、実家の居酒屋について相談をした。

2008年12月6日（最終回）
- 最終回総集編スペシャル。数々の問題発言を振り返る。最後は鈴木のキン肉マンのモノマネで終わった。

## 現在のコーナー
- 鈴木拓改造計画

ラジオ以外では活躍できない鈴木拓が、他のメディアで活躍できる方法を考えるコーナー。
- レインボーボイス鈴木

『鈴木拓改造計画』から派生。七色の声を持つ鈴木拓に言ってもらいたいセリフを送る。このコーナーで鈴木がキン肉マンの声（神谷明）に、そっくりなことが分かった。
- すずたんのニックネーム

鈴木拓のニックネームを考えるコーナー。鈴木への悪口をもじったものが多い。
- 拓相談

お悩み相談コーナー。名目上は鈴木が答えることになっているが、実際は塚地が答えていることが多い。
- 日本ぬかし話（430以降〜）

抜きやすい妄想話を紹介するコーナー。

## 終了したコーナー
- 拓争論

鈴木拓が現代のキーワードを解説するコーナー。珍回答しか得られなかったため、10月から『拓相談』へ移行。
- 鈴木拓 the movie

ドラマ出演の多い塚地に対抗して、鈴木拓にピッタリの映画、役柄を考えるコーナー。
- 濡れる拓語辞典

鈴木拓が言ってもモテそうな言葉を送ってもらう。
- 声の拓急便

ラジオを使って届けたい言葉や手紙を鈴木拓に読んでもらうコーナー。
- オツなもんですな

リスナーがオツなAVを紹介するコーナー。一部マニアに大好評だったが、お偉いさんに怒られたらしく終了。
- すずたん語

『改造計画』から生まれた、しょこたん語に続く、鈴木拓発の言葉＝すずたん語を作るコーナー。鈴木が全然使わないため終了。

## スタッフ
- 初代ディレクター 木村
  - 2007年のオールナイトニッポン武道館でオープニングに登場。鈴木とケンカするVTRが流れた。
  - 2008年7月に新ディレクターに交代（新ディレクターは不明）
- 構成作家 宮澤一彰(ソース ライター集団Reezent - ウェイバックマシン（2010年9月9日アーカイブ分）)
  - かつて「ダビッツのメガネ」のペンネームでハガキ職人をしていた。